# Berre (Rhône)
Die Berre ist ein Fluss in Frankreich, der im Département Drôme in der Region Auvergne-Rhône-Alpes verläuft. Sie entspringt im Gemeindegebiet von Taulignan, im Regionalen Naturpark Baronnies Provençales, entwässert generell in westlicher Richtung und mündet nach rund 28 Kilometern im Gemeindegebiet von La Garde-Adhémar als linker Zufluss in den Canal de Donzère-Mondragon, einen Abkürzungskanal der Rhône.

## Orte am Fluss
(Reihenfolge in Fließrichtung)
- Taulignan
- Salles-sous-Bois
- Valaurie
- Les Granges-Gontardes

## Geschichte
Vor der Errichtung des Canal de Donzère-Mondragon, Mitte des 20. Jahrhunderts, verlief die Berre geradeaus weiter bis zu ihrer Mündung in die Rhône. Dieser Abschnitt wird heute als gesondertes Gewässer (GKZ V45-0431) betrachtet. Es dient aktuell lediglich zur Be- und Entwässerung der künstlichen Insel zwischen dem Kanal und dem Fluss. Hier verläuft auch das namensverwandte Flüsschen Petite Berre (GKZ V4570560).